# Palocabildo (ort)
Palocabildo är en ort i Colombia.   Den ligger i departementet Tolima, i den centrala delen av landet, 120 km nordväst om huvudstaden Bogotá. Palocabildo ligger 1 451 meter över havet och antalet invånare är 3 534.
Terrängen runt Palocabildo är huvudsakligen kuperad, men västerut är den bergig. Terrängen runt Palocabildo sluttar österut. Runt Palocabildo är det ganska tätbefolkat, med 72 invånare per kvadratkilometer. Närmaste större samhälle är Fresno, 4,5 km nordväst om Palocabildo. Omgivningarna runt Palocabildo är en mosaik av jordbruksmark och naturlig växtlighet.